# Perisama manizalensis
Perisama manizalensis är en fjärilsart som beskrevs av Charles Oberthür 1916. Perisama manizalensis ingår i släktet Perisama och familjen praktfjärilar. Inga underarter finns listade i Catalogue of Life.